# Promethei Chasma
Il Promethei Chasma è una formazione geologica della superficie di Marte.